# Poursuite (cyclisme)
Pour les articles homonymes, voir Poursuite.

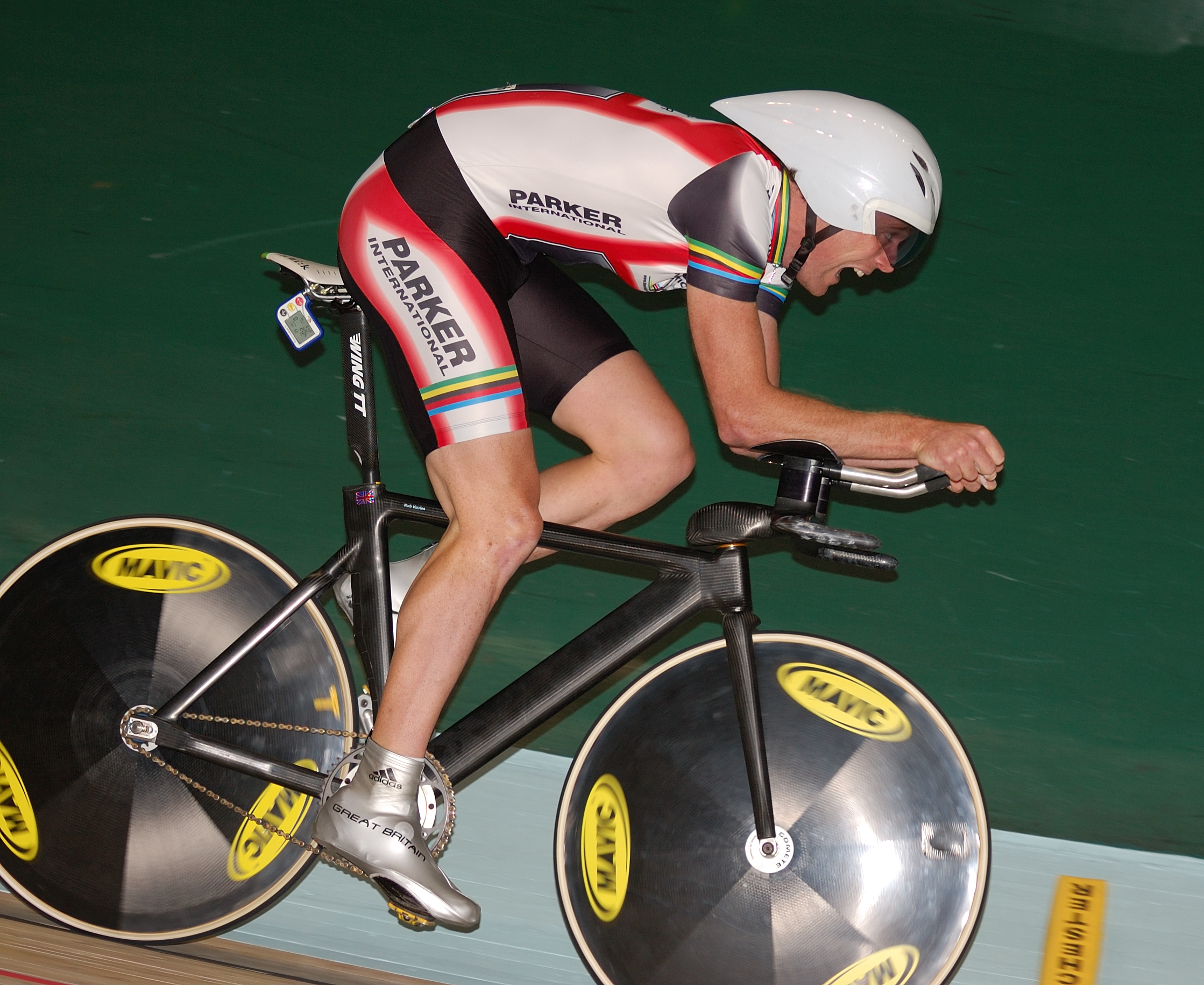
Rob Hayles lors d'une poursuite individuelle en 2007

La poursuite est une compétition de cyclisme sur piste individuelle opposant deux cyclistes. Deux coureurs s'affrontent sur une distance déterminée. Ils prennent le départ en deux points opposés de la piste. L'idée de cette nouvelle discipline vient du cycliste américain Bill Martin.

## Règlement
Les deux coureurs partent en même temps d'une position diamétralement opposée au milieu de chaque ligne droite de la piste. Est déclaré vainqueur le coureur qui rejoint l'autre coureur ou le coureur qui enregistre le meilleur temps.
Jusqu'en 2024, les épreuves sont disputées sur la distance de :
- 4 km pour les hommes ;
- 3 km pour les femmes ;
- 3 km pour les hommes juniors ;
- 2 km pour les femmes juniors.

À partir de 2025, les distances sont les mêmes pour les hommes et pour les femmes : 
- 4 km pour les hommes ;
- 4 km pour les femmes ;
- 3 km pour les hommes juniors ;
- 3 km pour les femmes juniors.

Les compétitions se déroulent en deux phases :
1. Les séries qualificatives qui désignent les 4 meilleurs coureurs sur base du temps réalisé ;
2. Les finales[3].

Lors des Jeux olympiques, la compétition est organisée sur trois phases :
1. Les séries qualificatives qui désignent les 8 meilleurs coureurs sur la base du temps réalisé ;
2. Le premier tour de compétition : les 8 meilleurs coureurs sont opposés en fonction de leur temps réalisé en qualifications (le 1er contre le 8e, le 2e contre le 7e, etc.) ;
3. Les finales : les 4 vainqueurs du premier tour de compétition disputent les finales.

À noter que les coureurs battus au premier tour de compétition sont classés de la cinquième à la huitième place selon le temps réalisé à ce stade de la compétition.

## Compétitions internationales
Jusqu'en 1991, les championnats étaient organisés en deux épreuves distinctes : la poursuite amateur et la poursuite professionnelle. Depuis 1992, les titres professionnels et amateurs ont été réunifiés et sont appelés Open.
Les championnats du monde professionnels sont organisés depuis 1946.
Sur les années olympiques 1972, 1976, 1980, 1984 et 1988, les championnats du monde ont été remplacés par les épreuves olympiques équivalentes. Dans ce cas, le titre de champion du monde a été décerné au vainqueur olympique qui est également distingué par le maillot « arc-en-ciel » pour une année.
En 2012, l'épreuve disparaît des Jeux olympiques en tant qu'épreuve individuelle. Cependant, la poursuite est une des épreuves de l'omnium, nouvellement intégré au programme olympique.
Les coureurs qui excellent dans la poursuite sont généralement compétents lors des contre-la-montre disputés sur route, car l'effort est en partie identique (comme Bradley Wiggins ou Chris Boardman).
Les records du monde sont détenus par l'Italien Filippo Ganna en 3 min 59 s 153 et la Britannique Vittoria Bussi en 4 min 23 s 462.